# Kabaret Szpak
Kabaret Szpak – polski kabaret działający w Warszawie w latach 1954–1963.

## Historia
Siedzibą kabaretu była kawiarnia Hotelu Bristol w Śródmieściu. Założycielem i głównym konferansjerem „Szpaka“ był Zenon Wiktorczyk, początkowo funkcję prowadzącego pełnił również Kazimierz Rudzki.
Do aktorów najczęściej występujących w „Szpaku“ należeli: Hanka Bielicka, Alina Janowska, Barbara Rylska, Hanna Skarżanka, Barbara Wrzesińska, Mieczysław Czechowicz, Edward Dziewoński, Wieńczysław Gliński oraz Andrzej Szczepkowski. Oprócz nich pojawiali się także: Józef Kondrat, Tadeusz Olsza, Władysław Królikiewicz, Bohdan Łazuka, Andrzej Zaorski i Marian Opania.
Autorami tekstów, oprócz Wiktorczyka, byli m.in. Krystyna Żywulska, Jeremi Przybora, Sławomir Mrożek. Opiekunem muzycznym był Jerzy Wasowski, a na fortepianie najczęściej akompaniował Tadeusz Suchocki.
Twórcy kabaretu, w obawie przed ingerencjami cenzury, rozpoczynali swoje programy od wspomnień, m.in. Zielonego Balonika i przedwojennych kabaretów warszawskich. Do współczesności odwoływano się dopiero w drugiej części programu. Pojawiały się wówczas teksty Konstantego Ildefonsa Gałczyńskiego, np. monolog „Xymena, czyli ani be-e ani me-e-e-e, bo ja jestem declasse-e-e-e-e”, parodia powieści produkcyjnej „Bohaterski Pała” autorstwa Janusza Osęki, portret konformisty „Hamlet na linii” samego Wiktorczyka.
W 1958 roku, na niemal dwa lata, działalność kabaretu została zawieszona. Pierwszy program zaprezentowany po przerwie nosił tytuł „Przez różowy monokl” i nie odwoływał się już do polityki, był czystym beztroskim humorem.
Kabaret działał pod patronatem Polskiego Radia, które transmitowało z kawiarni Bristolu jego występy. Oprócz tego w 1966 roku kabaret przygotował dwa występy specjalne dla telewizji.